# Liste der Naturdenkmale in Gernsheim
Die Liste der Naturdenkmale in Gernsheim nennt die im Gebiet der Stadt Gernsheim im Kreis Groß-Gerau in Hessen gelegenen Naturdenkmale.
| Bild                          | Bezeichnung                   | Ortsteil, Lage               | Beschreibung | Art        | Nr. |
| ----------------------------- | ----------------------------- | ---------------------------- | ------------ | ---------- | --- |
| mehr Fotos \| Fotos hochladen | 1 Stieleiche in den Rheinauen | 49° 44′ 51″ N, 8° 28′ 2,3″ O |              | Stieleiche | 021 |

## Belege
1. ↑  Naturdenkmale im Kreis Groß-Gerau. (pdf; 39 kB) Der Kreis Groß-Gerau, 15. Januar 2014, archiviert vom Original (nicht mehr online verfügbar) am 15. Februar 2016; abgerufen am 24. Januar 2016.
2. ↑  
Naturdenkmale im Kreis Groß-Gerau. (pdf; 851 kB) (Karte). Der Kreis Groß-Gerau, 15. Januar 2014, archiviert vom Original (nicht mehr online verfügbar) am 15. Februar 2016; abgerufen am 24. Januar 2016.

- Karte mit allen Koordinaten:
- OSM |
- WikiMap